# Piętno (gmina)
Piętno – dawna gmina wiejska istniejąca do 1937 roku w woj. łódzkim (II Rzeczpospolita). Nazwa gminy pochodzi od wsi Piętno, lecz siedzibą władz gminy był Słodków.
W okresie międzywojennym gmina Piętno należała do powiatu tureckiego w woj. łódzkim. Gminę zniesiono 1 października 1937 roku w związku z reformą gminną przeprowadzoną na terenie powiatu tureckiego w 1937 roku, polegającą na zniesieniu 16 gmin wiejskich, a w ich miejsce utworzeniu 7 nowych. Obszar zniesionej gminy Piętno wszedł w skład nowej gminy Dziadowice.